# Ганс Мюллер (льотчик)
Ганс Мю́ллер (нім. Hans Müller; 3 липня 1896, Фрідебург — 1964, Мюнхен) — німецький льотчик-ас, лейтенант Імперської армії.

## Біографія
1 квітня 1914 року вступив до піхотного полку № 13, у складі якого пішов на Першу світову війну. Переведений в авіацію в листопаді 1916 року й після служби на двомісних розвідниках перейшов наприкінці 1917 року на винищувачі в 12-ту винищувальну ескадрилью, з якої на початку 1918 року його перевели в 15-ту винищувальну ескадрилью, що літала на трипланах Fokker.
Згодом переведений у 18-ту винищувальну ескадрилью Ганс Мюллер незабаром став одним з найбільш професійних її авіаторів. Захопившись 17 березня 1918 року добиванням своєї третьої жертви, Мюллер був збитий і сам, розбив машину при посадці на «нейтральній смузі», але зумів благополучно дістатися до своїх; його переможеними-переможцями були лейтенанти Крістіан і Ганнінг з 59-ї ескадрильї.
14 вересня 1918 року Мюллер збив 3 американські Spad з 13-ї аероескадрильї всього за 15 хвилин, а потім ще один Spad з тієї ж ескадрильї того ж дня. Одна з цих перемог стала 100-ю перемогою 18-ї винищувальної ескадрильї.
Всього за час бойових дій здобув 12 перемог.
Під час Другої світової війни служив у штабі 3-го повітряного флоту. Помер від пухлини головного мозку й похований на Північному цвинтарі в Мюнхені.

## Нагороди
- Залізний хрест 2-го і 1-го класу
- Почесний хрест ветерана війни з мечами